# L'ajudant de camerino
L'ajudant de camerino (títol original en anglès: The Dresser) és una pel·lícula britànica dirigida per Peter Yates, estrenada el 1983 i adaptada de l’obra homònima de Ronald Harwood del 1980. (Aquesta pel·lícula ha estat doblada al català).

## Argument
Un grup de teatre shakesperià de gira. El guarda-roba d'actors - està completament dedicat al cap de la companyia que, encara que brillant, no és per això menys tirànic. El guarda-roba intenta amb pena suportar l'estrella en declivi, mentre que la companyia es debat per seguir la gira a Londres.

## Repartiment
- Albert Finney: Sir
- Tom Courtenay: Norman
- Edward Fox: Oxenby
- Zena Walker: Her Ladyship
- Eileen Atkins: Madge
- Michael Gough: Frank Carrington
- Cathryn Harrison: Irene
- Betty Marsden: Violet Manning
- Sheila Reid: Lydia Gibson
- Lockwood West: Geoffrey Thornton

## Guardons[calcitació]

### Premis
- 1984. Os de Plata a la millor interpretació masculina per Albert Finney
- 1984. Globus d'Or al millor actor dramàtic per Tom Courtenay

### Nominacions
- 1984. Os d'Or per Albert Finney
- 1984. Oscar al millor actor per Albert Finney
- 1984. Oscar al millor actor per Tom Courtenay
- 1984. Oscar a la millor pel·lícula
- 1984. Oscar al millor director per Peter Yates
- 1984. Oscar al millor guió adaptat per Ronald Harwood
- 1984. Globus d'Or al millor director
- 1984. Globus d'Or a la millor pel·lícula estrangera
- 1984. Globus d'Or al millor actor dramàtic per Albert Finney
- 1984. Globus d'Or al millor guió per Ronald Harwood
- 1985. BAFTA al millor actor per Tom Courtenay
- 1985. BAFTA al millor actor per Albert Finney
- 1985. BAFTA a la millor direcció per Peter Yates
- 1985. BAFTA a la millor pel·lícula
- 1985. BAFTA al millor maquillatge i perruqueria per Alan Boyle
- 1985. BAFTA al millor guió adaptat per Ronald Harwood
- 1985. BAFTA a la millor actriu secundària per Eileen Atkins